# Chlorochaeta diluta
Chlorochaeta diluta är en fjärilsart som beskrevs av W. Warren 1895. Chlorochaeta diluta ingår i släktet Chlorochaeta och familjen mätare. Inga underarter finns listade i Catalogue of Life.